# Kinsale
Kinsale (irsky Cionn tSáile) je historický přístav a rybářské město v hrabství Cork v Irsku. Nachází se přibližně 25 kilometrů jižně od Cork City na jihovýchodním pobřeží poblíž Old Head of Kinsale. Leží u ústí řeky Bandon a žije v něm 5281 obyvatel (podle sčítání lidu v roce 2016).
Kinsale je prázdninovou destinací pro irské i zámořské turisty. Ve městě je několik uměleckých galerií a velký jachtařský přístav blízko centra města. Město je známé svými kvalitními restauracemi včetně michelinské restaurace Bastion (na Market/Main Street). Michelinskou hvězdu získala v roce 2019. Město pořádá každoročně několik gurmánských a gastronomických festivalů a soutěží. Kinsale též každoročně hostí jazzový festival, který se koná poslední říjnový víkend, včetně posledního říjnového pondělí (což je v Irsku státní svátek).
Kinsale má historický význam. K významným stavbám patří hrad Desmond (spojený s hrabaty z Desmondu a známý také jako francouzské vězení), pětiboká bastionová pevnost James Fort na poloostrově Castlepark ze 17. století a Charles Fort, částečně obnovená hvězdicová pevnost z roku 1677 v nedalekém Summercove.
Město bylo založeno roku 1333, na základě charty anglického krále Edwarda III. Do irských dějin se město zapsalo v roce 1601, kdy se zde vylodila španělská vojenská výprava, aby se spojila s irskými povstaleckými silami a zaútočila přes Irsko na Anglii. Na konci této tzv. devítileté války se odehrála bitva u Kinsale, ve které anglické síly vedené Charlesem Blountem porazily povstalecké irské síly vedené Hughem O'Neillem. Výsledkem byl známý „odlet divokých hus“ z roku 1607, tedy emigrace mnoha irských aristokratů, včetně O'Neilla, na kontinent.
Kinsale vstoupil do dějin i v roce 1649, kdy ve zdejším kostele sv. Multose Ruprecht Falcký prohlásil Karla II. za krále Anglie, Skotska a Irska, když se doslechl o popravě Karla I. v Londýně parlamentními silami během anglické občanské války. Král Jakub II. se pak v březnu 1689 vylodil právě v Kinsale a zahájil zde s podporou krále Ludvíka XIV. vojenskou kampaň za znovuzískání moci v Anglii, Skotsku a Irsku. Rok poté odtud však znovu prchal do Francie, po porážce v bitvě u Boyne. Námořní a vojenský význam Kinsale ovšem poklesl poté, co královské námořnictvo přesunulo své zásobovací centrum z Kinsale do přístavu Cork v roce 1805, během napoleonských válek.
Ke známým rodákům patří pirátka Anne Bonnyová (narodila se poblíž Kinsale). William Penn, zakladatel státu Pensylvánie, byl úředníkem soudu admirality v Kinsale, než odešel do zámoří.